# Anna Nurmukhambetova
Anna Nurmukhambetova, née le 28 juillet 1993 à Kökşetaw, est une haltérophile kazakhe. Elle concourt dans la catégorie des moins de 69 kg.
Initialement cinquième  aux Jeux olympiques d'été de 2012 à Londres, elle remporte a posteriori la médaille de bronze après de multiples disqualifications.